# Lijst van voetbalinterlands Denemarken - Spanje
Deze lijst van voetbalinterlands is een overzicht van alle officiële voetbalwedstrijden tussen de nationale teams van Denemarken en Spanje. De landen speelden tot op heden negentien keer tegen elkaar. De eerste ontmoeting was op 28 augustus 1920 in Brussel, tijdens de Olympische Zomerspelen 1920. Het laatste duel, een groepswedstrijd tijdens de UEFA Nations League 2024/25, vond plaats op 15 november 2024 in Kopenhagen.

## Wedstrijden
| №  | Plaats     | Datum             | Competitie                  | Wedstrijd           | Uitslag |
| -- | ---------- | ----------------- | --------------------------- | ------------------- | ------- |
| 1  | Brussel    | 28 augustus 1920  | OS 1920                     | Denemarken – Spanje | 0 – 1   |
| 2  | Kopenhagen | 25 september 1974 | EK 1976 kwalificatie        | Denemarken – Spanje | 1 – 2   |
| 3  | Barcelona  | 12 oktober 1975   | EK 1976 kwalificatie        | Spanje − Denemarken | 2 − 0   |
| 4  | Cádiz      | 14 november 1979  | Vriendschappelijk           | Spanje − Denemarken | 1 − 3   |
| 5  | Kopenhagen | 21 mei 1980       | Vriendschappelijk           | Denemarken − Spanje | 2 − 2   |
| 6  | Valencia   | 11 april 1984     | Vriendschappelijk           | Spanje − Denemarken | 2 − 1   |
| 7  | Lyon       | 24 juni 1984      | EK 1984                     | Denemarken − Spanje | 1 − 1   |
| 8  | Querétaro  | 18 juni 1986      | WK 1986                     | Denemarken − Spanje | 1 − 5   |
| 9  | Hannover   | 11 juni 1988      | EK 1988                     | Denemarken − Spanje | 2 − 3   |
| 10 | Kopenhagen | 31 maart 1993     | WK 1994 kwalificatie        | Denemarken − Spanje | 1 − 0   |
| 11 | Sevilla    | 17 november 1993  | WK 1994 kwalificatie        | Spanje − Denemarken | 1 − 0   |
| 12 | Sevilla    | 16 november 1994  | EK 1996 kwalificatie        | Spanje − Denemarken | 3 − 0   |
| 13 | Kopenhagen | 11 oktober 1995   | EK 1996 kwalificatie        | Denemarken − Spanje | 1 − 1   |
| 14 | Gijón      | 31 maart 2004     | Vriendschappelijk           | Spanje − Denemarken | 2 − 0   |
| 15 | Madrid     | 24 maart 2007     | EK 2008 kwalificatie        | Spanje − Denemarken | 2 − 1   |
| 16 | Aarhus     | 13 oktober 2007   | EK 2008 kwalificatie        | Denemarken − Spanje | 1 − 3   |
| 17 | Kopenhagen | 20 augustus 2008  | Vriendschappelijk           | Denemarken − Spanje | 0 − 3   |
| 18 | Murcia     | 12 oktober 2024   | UEFA Nations League 2024/25 | Spanje − Denemarken | 1 − 0   |
| 19 | Kopenhagen | 15 november 2024  | UEFA Nations League 2024/25 | Denemarken − Spanje | 1 − 2   |

## Samenvatting
| Competitie          | Totaal gespeeld | Winst Denemarken | Gelijk | Winst Spanje | Doelsaldo Denemarken – Spanje |
| ------------------- | --------------- | ---------------- | ------ | ------------ | ----------------------------- |
| WK-eindronde        | 1               | 0                | 0      | 1            | 1 − 5                         |
| WK-kwalificatie     | 2               | 1                | 0      | 1            | 1 − 1                         |
| EK-eindronde        | 2               | 0                | 1      | 1            | 3 − 4                         |
| EK-kwalificatie     | 6               | 0                | 1      | 5            | 4 − 13                        |
| UEFA Nations League | 2               | 0                | 0      | 2            | 1 − 3                         |
| Olympische Spelen   | 1               | 0                | 0      | 1            | 0 − 1                         |
| Vriendschappelijk   | 5               | 1                | 1      | 3            | 6 − 10                        |
| Totaal              | 19              | 2                | 3      | 14           | 16 − 37                       |

Wedstrijden bepaald door strafschoppen worden, in lijn met de FIFA, als een gelijkspel gerekend.

## Details

### Vijfde ontmoeting
| Vriendschappelijk (Kopenhagen, Denemarken, 21 mei 1980): |       |                                          |
| Denemarken                                               | 2 – 2 | Spanje                                   |
| Allan Simonsen 53' Lars Bastrup 61'                      | goals | 9' Enrique Saura 71' José Ramón Alexanko |
| - Debuut van Miguel Tendillo (Valencia CF) voor Spanje.  |       |                                          |

### Zesde ontmoeting
| Vriendschappelijk (Valencia, Spanje, 11 april 1984): |       |                  |
| Spanje                                               | 2 – 1 | Denemarken       |
| Carlos Santillana 54' José Antonio Señor 29'         | goals | 47' John Eriksen |

### Zevende ontmoeting
| EK 1984 (Lyon, Frankrijk, 24 juni 1984):                                    |                     |                                                                              |
| Spanje                                                                      | 1 – 1               | Denemarken                                                                   |
| Antonio Maceda 67'                                                          | goals               | 7' Søren Lerby                                                               |
| Santillana Juan Antonio Señor Santiago Urquiaga Víctor Muñoz Manuel Sarabia | strafschoppen 5 – 4 | Kenneth Brylle Jesper Olsen Michael Laudrup Søren Lerby Preben Elkjær Larsen |

### Achtste ontmoeting
| WK 1986 (Querétaro, Mexico, 18 juni 1986): |       | |
| Denemarken                                 | 1 – 5 | Spanje |
| Jesper Olsen 32' (pen.)                    | goals | 43' Emilio Butragueño 57' Emilio Butragueño 69' (pen.) Andoni Goikoetxea 79' Emilio Butragueño 89' Emilio Butragueño |

### Twaalfde ontmoeting
| EK 1996 kwalificatie (Sevilla, Spanje, 16 november 1994):                                |       |            |
| Spanje                                                                                   | 3 – 0 | Denemarken |
| Miguel Nadal 41' Donato 57' Luis Enrique 87'                                             | goals |            |
| - Debuut van Alberto Belsué (Real Zaragoza) en Donato (Deportivo La Coruña) voor Spanje. |       |            |

### Veertiende ontmoeting
| Vriendschappelijk (Gijón, Spanje, 31 maart 2004):              |       |            |
| Spanje                                                         | 2 – 0 | Denemarken |
| Fernando Morientes 22' Raúl González 60'                       | goals |            |
| - Debuut van Stephan Andersen (AB Kopenhagen) voor Denemarken. |       |            |

### Vijftiende ontmoeting
| EK 2008 kwalificatie (Madrid, Spanje, 24 maart 2007): |              | |
| Spanje | 2 – 1        | Denemarken |
| Fernando Morientes 34' David Villa 45+1' | goals        | 49' Michael Gravgaard |
| Luis Aragonés | bondscoach   | Morten Olsen |
| Iker Casillas Ángel López Javi Navarro Carlos Marchena Joan Capdevila David Albelda Xavi 60' Andrés Iniesta David Silva David Villa 76' Fernando Morientes 64' | opstellingen | Thomas Sørensen Lars Jacobsen Michael Gravgaard Daniel Agger Niclas Jensen Daniel Jensen Christian Poulsen 35' Martin Jørgensen Dennis Rommedahl Jon Dahl Tomasson 60' Thomas Kahlenberg |
| Xabi Alonso 60' Fernando Torres 64' Miguel Ángel Angulo 76' | wissels      | 35' 74' Leon Andreasen 60' Jesper Grønkjær 74' Nicklas Bendtner |
| David Albelda 56' Miguel Ángel Angulo 77' Ángel López 84' Xabi Alonso 89'                                                                                      | gele kaarten | 63' Leon Andreasen 69' Jon Dahl Tomasson |
| | rode kaarten | 16', 19' Niclas Jensen |
| - Debuut van Leon Andreasen (1. FSV Mainz 05) voor Denemarken.                                                                                                 |              | |

### Zestiende ontmoeting
| EK 2008 kwalificatie (Aarhus, Denemarken, 13 oktober 2007):                                                                                |       |                                                   |
| Denemarken | 1 – 3 | Spanje                                            |
| Jon Dahl Tomasson 88' | goals | 14' Raúl Tamudo 40' Sergio Ramos 89' Albert Riera |
| - Debuut van Ulrik Laursen (OB Odense) voor Denemarken. - Debuut van Raúl Albiol (Valencia CF) en Albert Riera (RCD Espanyol) voor Spanje. |       |                                                   |

### Zeventiende ontmoeting
| Vriendschappelijk (Kopenhagen, Denemarken, 20 augustus 2008): |       |                                                    |
| Denemarken | 0 – 3 | Spanje                                             |
| | goals | 49' Xabi Alonso 73' Xavi Hernández 90' Xabi Alonso |
| - Debuut van Jonas Borring (FC Midtjylland) en Christopher Poulsen (FC Midtjylland) voor Denemarken. - Honderdste interland van Jon Dahl Tomasson (Feyenoord) voor Denemarken. - Debuut van Andoni Iraola (Athletic Bilbao) en Diego Capel (Sevilla FC) voor Spanje. - Eerste interland van Spanje onder leiding van bondscoach Vicente del Bosque. |       |                                                    |

DBU · A-internationals · Selecties · Bondscoaches · Deens vrouwenelftal · Olympisch elftal · Denemarken U21 · Denemarken U20 · Denemarken U19 · Denemarken U18 · Denemarken U17 · Denemarken U16 · Vrouwen U17
1908 – 1919 ·
1920 – 1929 ·
1930 – 1939 ·
1940 – 1949 ·
1950 – 1959 ·
1960 – 1969 ·
1970 – 1979 ·
1980 – 1989 ·
1990 – 1999 ·
2000 – 2009 ·
2010 – 2019 ·
2020 − 2029
EK's: 1964 · 
1984 · 
1988 · 
1992 · 
1996 · 
2000 · 
2004 · 
2012 · 
2020 · 
2024
WK's: 1986 · 
1998 · 
2002 · 
2010 · 
2018 · 
2022
OS: 1908 · 
1912 · 
1920 · 
1948 · 
1952 · 
1960 · 
1972 · 
1992 · 
2016
1908 · 
1909 · 
1910 · 
1911 · 
1912 · 
1913 · 
1914 · 
1915 · 
1916 · 
1917 · 
1918 · 
1919 · 
1920 · 
1921 · 
1922 · 
1923 · 
1924 · 
1925 · 
1926 · 
1927 · 
1928 · 
1929 · 
1930 · 
1931 · 
1932 · 
1933 · 
1934 · 
1935 · 
1936 · 
1937 · 
1938 · 
1939 · 
1940 · 
1941 · 
1942 · 
1943 · 
1944 · 
1946 · 
1947 · 
1948 · 
1949 · 
1950 · 
1952 · 
1952 · 
1953 · 
1954 · 
1955 · 
1956 · 
1957 · 
1958 · 
1959 · 
1960 · 
1961 · 
1962 · 
1963 · 
1964 · 
1965 · 
1966 · 
1967 · 
1968 · 
1969 · 
1970 · 
1971 · 
1972 · 
1973 · 
1974 · 
1975 · 
1976 · 
1977 · 
1978 · 
1979 · 
1980 · 
1981 · 
1982 · 
1983 · 
1984 · 
1985 · 
1986 · 
1987 · 
1988 · 
1989 · 
1990 ·
1991 · 
1992 · 
1993 · 
1994 · 
1995 · 
1996 · 
1997 · 
1998 · 
1999 · 
2000 · 
2001 · 
2002 · 
2003 · 
2004 · 
2005 · 
2006 · 
2007 · 
2008 · 
2009 · 
2010 · 
2011 · 
2012 · 
2013 · 
2014 · 
2015 · 
2016 · 
2017 · 
2018 ·
2019 ·
2020 ·
2021 ·
2022 ·
2023
Albanië ·
Algerije ·
Argentinië ·
Armenië ·
Australië ·
België ·
Bermuda ·
Bosnië en Herzegovina · 
Brazilië ·
Bulgarije ·
Canada ·
Chili ·
Cyprus ·
DDR ·
Duitsland ·
Ecuador ·
Egypte ·
Engeland ·
Estland ·
Faeröer · 
Finland · 
Frankrijk ·
Gambia ·
Georgië ·
Ghana ·
Gibraltar ·
GOS ·
Griekenland ·
Honduras ·
Hongarije ·
Hongkong ·
Ierland ·
IJsland ·
Indonesië ·
Iran ·
Israël ·
Italië ·
Japan ·
Joegoslavië ·
Kameroen ·
Kazachstan ·
Kosovo · 
Kroatië · 
Letland ·
Liechtenstein ·
Litouwen ·
Luxemburg ·
Malta ·
Marokko ·
Mexico ·
Moldavië · 
Montenegro · 
Nederland ·
Nederlandse Antillen ·
Nigeria ·
Noord-Ierland ·
Noord-Macedonië ·
Noorwegen ·
Oekraïne ·
Oostenrijk ·
Panama ·
Paraguay ·
Peru ·
Polen ·
Portugal ·
Roemenië ·
Rusland ·
San Marino ·
Saoedi-Arabië ·
Schotland ·
Senegal ·
Servië ·
Singapore ·
Slovenië ·
Slowakije ·
Sovjet-Unie ·
Spanje ·
Suriname ·
Thailand ·
Togo · 
Tsjechië ·
Tsjecho-Slowakije ·
Tunesië · 
Turkije · 
Uruguay ·
Verenigde Arabische Emiraten ·
Verenigde Staten ·
Wales ·
Wit-Rusland ·
Zuid-Afrika ·
Zuid-Korea ·
Zweden ·
Zwitserland
Argentinië (1995) · 
Australië (2018) ·
Australië (2022) · 
België (2021) · 
Duitsland (1992) · 
Duitsland (2012) · 
Engeland (2021) · 
Finland (2021) · 
Frankrijk (2002) · 
Frankrijk (2018) · 
Japan (2010) · 
Kameroen (2010) · 
Kroatië (2018) · 
Nederland (2010) · 
Nederland (2012) · 
Peru (2018) · 
Portugal (2012) · 
Rusland (2021) · 
Senegal (2002) · 
Tsjechië (2021) · 
Uruguay (2002) · 
Wales (2021)
RFEF · A-internationals · Selecties · Bondscoaches · Spaans vrouwenelftal · Olympisch elftal · Spanje U21 · Spanje U20 · Spanje U19 · Spanje U18 · Spanje U17 · Spanje U16 · Vrouwen U17
1920 – 1929 ·
1930 – 1939 ·
1940 – 1949 ·
1950 – 1959 ·
1960 – 1969 ·
1970 – 1979 ·
1980 – 1989 ·
1990 – 1999 ·
2000 – 2009 ·
2010 – 2019 ·
2020 − 2029
EK's: 1964 · 
1980 · 
1984 · 
1988 · 
1996 · 
2000 · 
2004 · 
2008 · 
2012 · 
2016 · 
2020 · 
2024
WK's: 1934 · 
1950 · 
1962 · 
1966 · 
1978 · 
1982 · 
1986 · 
1990 · 
1994 · 
1998 · 
2002 · 
2006 · 
2010 · 
2014 · 
2018 · 
2022
OS: 1920 ·
1924 · 
1928 · 
1968 · 
1976 · 
1980 · 
1992 · 
1996 · 
2000 · 
2012 ·
2020
1920 · 
1921 · 
1922 · 
1923 · 
1924 · 
1925 · 
1926 · 
1927 · 
1928 · 
1929 · 
1930 · 
1931 · 
1932 · 
1933 · 
1934 · 
1935 · 
1936 · 
1937 · 1939 · 1940 · 
1941 · 
1942 · 
1943 · 1944 · 
1945 · 
1946 · 
1947 · 
1948 · 
1949 · 
1950 · 
1952 · 
1952 · 
1953 · 
1954 · 
1955 · 
1956 · 
1957 · 
1958 · 
1959 · 
1960 · 
1961 · 
1962 · 
1963 · 
1964 · 
1965 · 
1966 · 
1967 · 
1968 · 
1969 · 
1970 · 
1971 · 
1972 · 
1973 · 
1974 · 
1975 · 
1976 · 
1977 · 
1978 · 
1979 · 
1980 · 
1981 · 
1982 · 
1983 · 
1984 · 
1985 · 
1986 · 
1987 · 
1988 · 
1989 · 
1990 · 
1991 · 
1992 · 
1993 · 
1994 · 
1995 · 
1996 · 
1997 · 
1998 · 
1999 · 
2000 · 
2001 · 
2002 · 
2003 · 
2004 · 
2005 · 
2006 · 
2007 · 
2008 · 
2009 · 
2010 · 
2011 · 
2012 · 
2013 ·
2014 ·
2015 ·
2016 ·
2017 ·
2018 ·
2019 ·
2020 ·
2021 ·
2022
Albanië ·
Algerije ·
Andorra ·
Argentinië ·
Armenië ·
Australië ·
Azerbeidzjan ·
België ·
Bolivia ·
Bosnië en Herzegovina ·
Brazilië ·
Bulgarije ·
Canada ·
Chili ·
China ·
Colombia ·
Costa Rica ·
Cyprus ·
DDR ·
Denemarken ·
Duitsland ·
Ecuador ·
Egypte ·
El Salvador ·
Engeland ·
Estland ·
Equatoriaal-Guinea · 
Faeröer ·
Finland ·
Frankrijk ·
GOS ·
Georgië ·
Griekenland ·
Haïti ·
Honduras ·
Hongarije ·
Ierland ·
IJsland ·
Irak ·
Iran ·
Israël ·
Italië ·
Ivoorkust ·
Japan ·
Joegoslavië ·
Jordanië ·
Kosovo ·
Kroatië ·
Letland ·
Liechtenstein ·
Litouwen ·
Luxemburg ·
Malta ·
Marokko ·
Mexico ·
Nederland ·
Nieuw-Zeeland ·
Nigeria ·
Noord-Ierland ·
Noord-Macedonië ·
Noorwegen ·
Oekraïne ·
Oostenrijk ·
Panama ·
Paraguay ·
Peru ·
Polen ·
Portugal ·
Puerto Rico ·
Roemenië ·
Rusland ·
San Marino ·
Saoedi-Arabië ·
Schotland ·
Servië ·
Servië en Montenegro ·
Slovenië ·
Slowakije ·
Sovjet-Unie ·
Tahiti ·
Tsjechië ·
Tsjecho-Slowakije ·
Tunesië ·
Turkije ·
Uruguay ·
Venezuela ·
Verenigde Staten ·
Wales ·
Wit-Rusland ·
Zuid-Afrika ·
Zuid-Korea ·
Zweden ·
Zwitserland
Australië (2014) ·
Brazilië (2013) ·
Chili (2010) ·
Chili (2014) ·
Costa Rica (2022) ·
Duitsland (2008) ·
Duitsland (2022) ·
Engeland (1982) ·
Engeland (2024) ·
Frankrijk (1984) ·
Frankrijk (2006) ·
Frankrijk (2012) ·
Frankrijk (2021) ·
Griekenland (2008) ·
Honduras (2010) ·
Ierland (2012) ·
Iran (2018) ·
Italië (2008) ·
Italië (2012, 1) ·
Italië (2012, 2) ·
Italië (2016) ·
Italië (2021) ·
Japan (2022) ·
Kroatië (2012) ·
Kroatië (2021) ·
Marokko (2018) ·
Marokko (2022) ·
Nederland (2010) ·
Nederland (2014) ·
Oekraïne (2006) ·
Paraguay (2002) ·
Polen (2021) ·
Portugal (2012) ·
Portugal (2018) ·
Rusland (2008, 1) ·
Rusland (2008, 2) ·
Rusland (2018) ·
Saoedi-Arabië (2006) ·
Slovenië (2002) ·
Slowakije (2021) ·
Sovjet-Unie (1964) ·
Tsjechië (2016) ·
Tunesië (2006) ·
Turkije (2016) ·
West-Duitsland (1982) ·
Zuid-Afrika (2002) ·
Zweden (2008) ·
Zweden (2021) ·
Zwitserland (2010) ·
Zwitserland (2021)